# Tim Vigil
Tim Vigil  est un dessinateur et scénariste de comics.
Il est notamment connu pour être l'auteur du comics Faust, édité chez Avatar Press et adapté en film en 2001 par Brian Yuzna.

## Biographie
Tim Vigil fait partie du Rebel Studio où il crée avec David Quinn le comics Faust: : Love of the Damned en 1989 publié par Northstar. Il dessine essentiellement des séries d'horreurs pour adultes. Parmi les comics qu'il a dessiné on trouve  EO, réalisé aussi avec David Quinn, Badger publié par Caliber, Webwitch, Cuda publié par Avatar Press, Dark Horror of Morella chez Verotik, etc.

## Publications
- Cuda
- Faust (avec David Quinn)
- Webwitch
- Avengelyne
- 777: The Wrath (avec David Quinn)
- Coven: Spellcaster #1 (cover)
- Champions of Hell (avec Ira Hunter & Robin Thompson)
- Chaingang #1 -2 (avec Joe Vigil)
- Fritz Whistle #1 (Nothstar publishing)